# Pasocepheus bako
Pasocepheus bako är en kvalsterart som beskrevs av Sandór Mahunka 1996. Pasocepheus bako ingår i släktet Pasocepheus och familjen Carabodidae. Inga underarter finns listade i Catalogue of Life.